# Afoxé (ritmo)

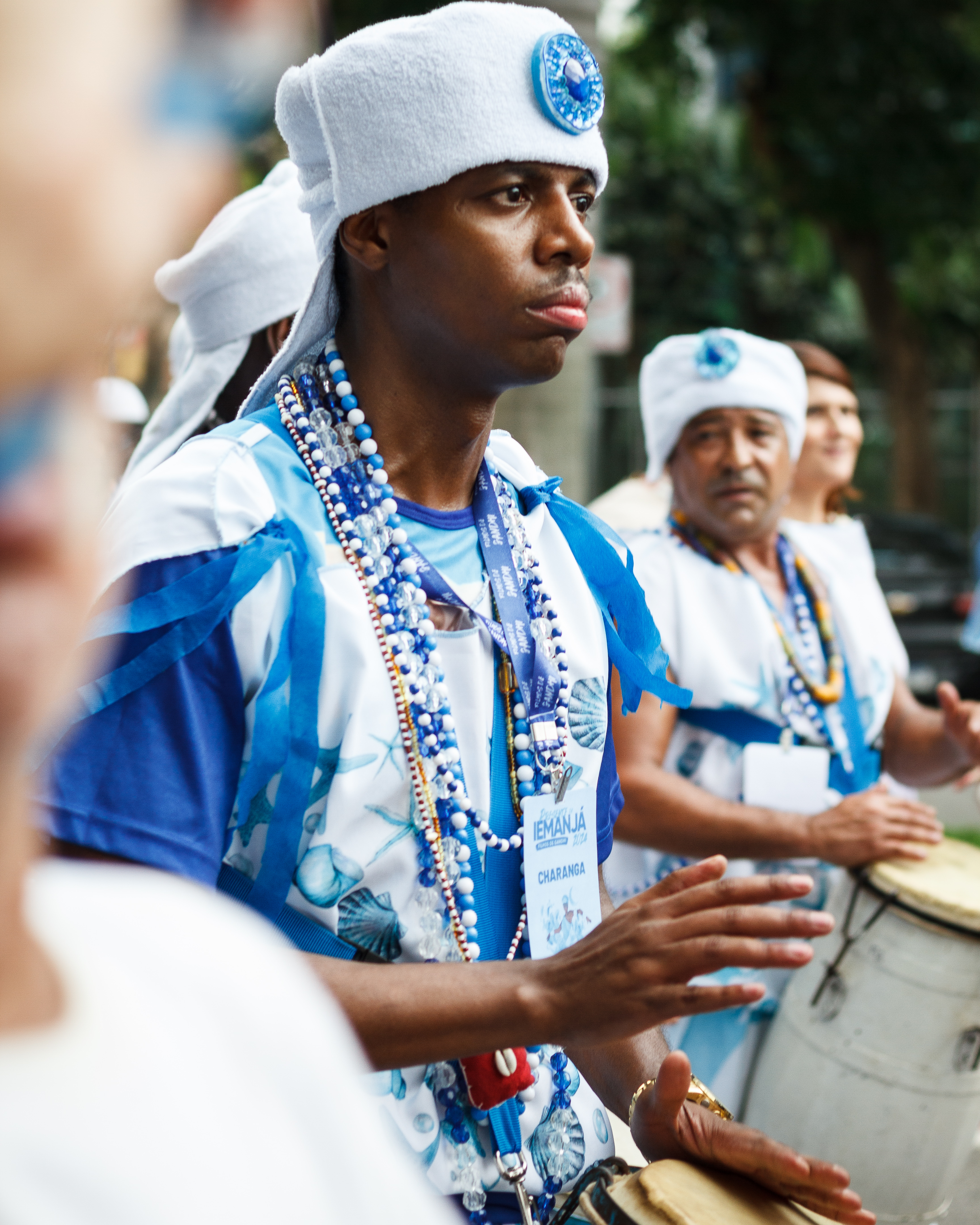

Afoxé é o ritmo produzido pelo conjunto instrumental e vocal do mesmo nome quando desfila no Carnaval pelas ruas da Bahia e Pernambuco, em forma de rancho ou cordão. Tanto o bloco como o ritmo estão intimamente ligados aos praticantes de candomblé, com raízes afro-brasileiras. O afoxé tornou-se popular, principalmente, pela atuação de cantores renomados, como Caetano Veloso, Margareth Menezes, Gilberto Gil, Maria Bethânia e, na década de 2010, Filhos de Ghandi e BaianaSystem.

## Etimologia
De origem iorubá, a palavra afoxé poderia ser traduzida como "o enunciado que faz acontecer". Há um consenso entre os pesquisadores de que o afoxé tem origem na Bahia.
O termo afoxé, oriundo da África, denota a festa profano-religiosa efetuada pela nação no momento oportuno, a qual é manifestada através do ritmo ijexá.[carece de fontes?]

## Caracerísticas
Três instrumentos básicos fazem parte desta grande manifestação. O afoxé (ou agbê), cabaça coberta por uma rede formada de sementes ou contas, é percutido agitando-se a rede, que fricciona no corpo da cabaça. Os atabaques, basicamente de três tipos, com três tamanhos diferentes que em conjunto traduzem o som do ijexá, tocado no afoxé atualmente. O agogô, formado por duas campânulas de metal, com sonoridades diferentes, é quem dita o ritmo aos demais instrumentos.
As melodias entoadas nos cortejos dos afoxés são praticamente as mesmas cantigas ou orôs entoados nos terreiros afro-brasileiros que seguem a linha Jexá. O afoxé, longe de ser, como muita gente imagina, apenas um bloco carnavalesco, tem profunda vinculação com as manifestações religiosas dos terreiros de candomblé.
Inclusive por homenagear um orixá, geralmente, da casa de candomblé a que pertence. Em Pernambuco, o afoxé se fortalece, ainda mais, com o Movimento Negro Unificado, no final da década de 70, como uma das formas de se fazer chegar, à maioria da população, o debate sobre Consciência Negra e liberdade, através da música.